# Quasi una fantasia
Quasi una fantasia is een compositie van Kalevi Aho.
Hij schreef het voor hoorn en pijporgel. Aho duidde het als een behoorlijk moeilijk maar sober klinkende werk. Het is virtuoos en het embouchure voor de hoornist wordt danig op de proef gesteld. Aho vergeleek het met een hoornconcert. De hoornist moet door aanpassingen in lippenstand en -kracht boventonen benadrukken. Het orgel is hier puur begeleidingsinstrument en vervangt eigenlijk de piano, Aho beschouwt het als kamermuziek.
Het stuk is geschreven voor hoornist Petri Komulainen, hoornist van het Symfonieorkest van Lahti) en organist Jan Lehtola, voor die laatste zou Aho meerdere orgelstukken schrijven. Zij verzorgden de première in Helsinki op 11 maart 2012 en de plaatopname van mei 2013.  